# 刑部大牢

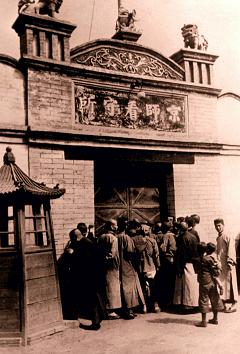
京师看守所门前打探消息的民众

刑部大牢，中華民國大陸時期稱京师看守所，是明、清和中華民國大陸時期位於北京的監獄，位于今北京市西城区西交民巷东段路北。

## 歷史

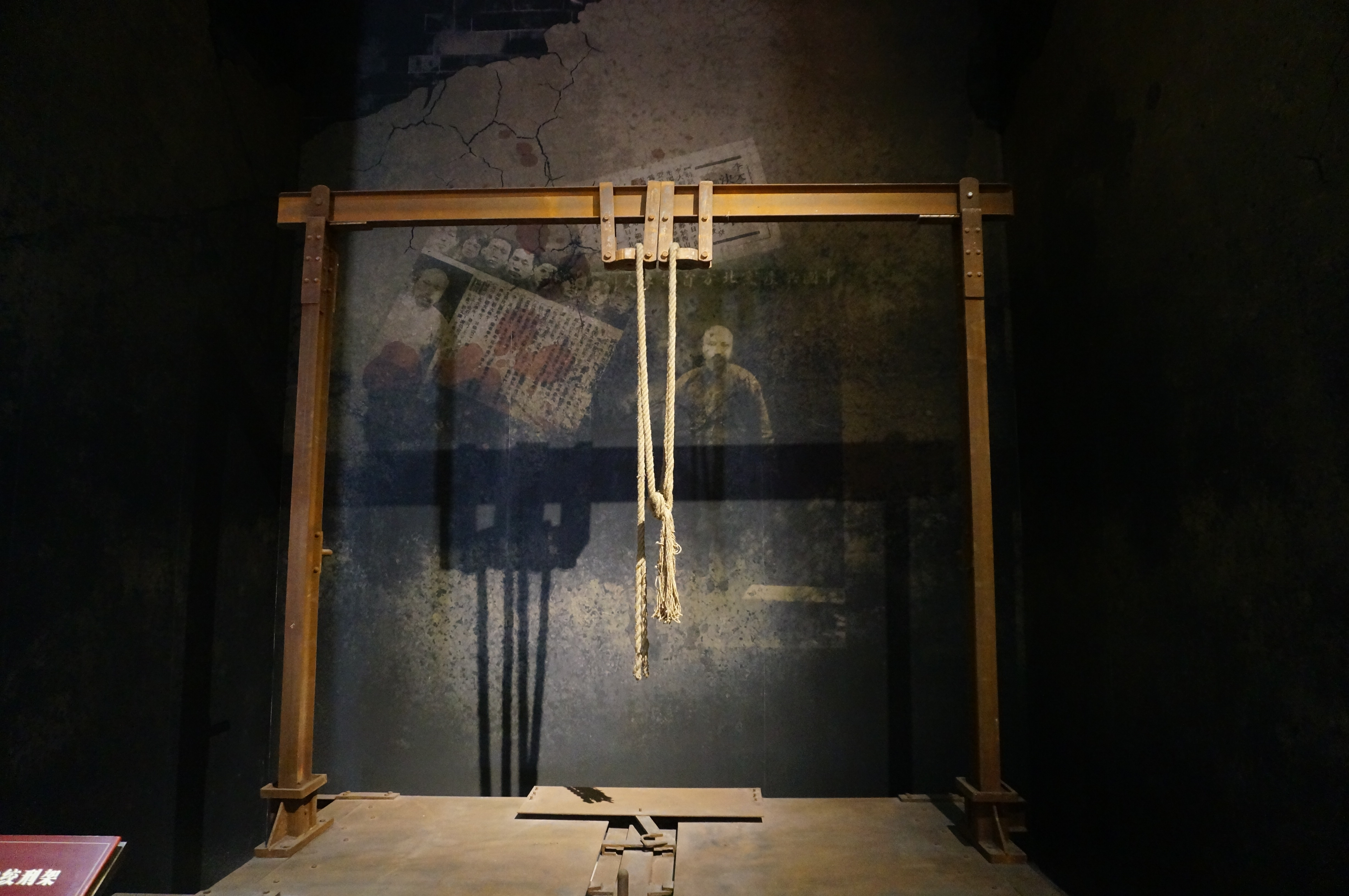
对李大钊执行死刑所用的绞刑架

明清时期，此处为刑部监狱，曾關押杨椒山、谭嗣同等人。清代監獄多囚禁未決犯，受笞、杖刑者受刑後即釋放，流放、充軍者也即日發配，只有獲判斬監候和絞監候的罪犯會長期囚禁。中華民國大陸時期，改爲京师看守所，用於监禁未决犯和已判决短期监禁的犯人，李大钊、范鸿劼、路友于等人曾在此被絞殺。1949年北平和平解放后，该绞刑架被文物部门接收，现存放在中国国家博物馆内。
1999年11月，因修建国家大剧院，京师看守所旧址被拆除。